# Francesco Radino
Francesco Radino (Bagno a Ripoli, 1º agosto 1947 – Milano, 9 aprile 2022) è stato un fotografo italiano.

## Biografia
Esponente della fotografia contemporanea, nasce a Bagno a Ripoli il 1º agosto 1947 da genitori entrambi pittori. Dopo gli studi di sociologia, all'inizio degli anni '70 decide di dedicarsi professionalmente alla fotografia e sceglie di operare in vari ambiti, dalla fotografia industriale al design, dall’architettura al paesaggio.
Una libera ecletticità e una sempre rinnovata energia gli permettono di muoversi agevolmente fra committenze anche molto distanti fra loro e la sua cifra stilistica, di derivazione sia fotografica che pittorica, è caratterizzata da leggerezza, semplicità e ironia. 
A partire dagli anni Ottanta partecipa a numerosi progetti di carattere pubblico di ricerca sul territorio, fra i quali le campagne fotografiche Archivio dello Spazio all’interno del Progetto Beni Architettonici e Ambientali della Provincia di Milano, il progetto Osserva.Te.R promosso dalla Regione Lombardia, il progetto European Eyes on Japan organizzato da Eu Jap Fest, Atlante italiano 2003 per il Ministero per i Beni e le Attività Culturali, Trasformazione per il Museo di Fotografia Contemporanea di Villa Ghirlanda, La civiltà dell’acqua in Lombardia per Urbim e Regione Lombardia, Le Cattedrali dell’Energia e Gli Scali Ferroviari di Milano, oggi prima di domani per Fondazione AEM e Lying in Between per la Fondazione Fotografia di Modena.
Da sempre intreccia lavoro professionale e ricerca artistica ed è oggi considerato uno degli autori più influenti nel panorama della fotografia contemporanea in Italia. Partecipe degli sviluppi della fotografia di ricerca sul paesaggio contemporaneo, ha negli anni elaborato un modo libero di esplorare la realtà che oggi va oltre il genere del paesaggio, aprendosi ad ogni aspetto del mondo, dalla natura ai territori urbanizzati, dalla figura umana agli oggetti, dagli animali ai manufatti della storia dell’uomo. 
Dal febbraio 2018 è membro del Comitato Scientifico del Museo di Fotografia Contemporanea. Ha esposto il suo lavoro in gallerie e musei italiani, europei, giapponesi e statunitensi e le sue opere fanno parte di collezioni pubbliche e private internazionali.
Si spegne a Milano il 9 aprile 2022, a 75 anni, dopo una lunga malattia.

## Opere
- Paesaggio prossimo, con Basilico, Berengo Gardin, Bossan, Cicconi Massi, Dainelli, De Luigi, Harari, Majoli, Pellegrin, Siragusa e Venturi, Roma, Contrasto, 2007, ISBN 978-88-6965-057-4.
- Inside, Cologno Monzese, Baldini & Castoldi, 2001, ISBN 978-88-808-9871-9.